# 외국 대리인 등록법
외국 대리인 등록법(Foreign Agents Registration Act, FARA, 22 U.S.C. § 611 et seq.)은 외국 이익을 대표하는 사람에게 공개 의무를 부과하는 미국 법률이다. 외국 정부, 조직 또는 사람("외국 주체")을 위해 국내 로비 또는 옹호 활동에 참여하는 개인 또는 단체로 정의되는 "외국 대리인"이 미국 법무부(DOJ)에 등록하고 이들의 관계, 활동, 및 관련 금전적 보상을 진행한다.
FARA는 외국의 이익을 위한 로비 활동을 금지하지 않으며 특정 활동을 금지하거나 제한하지도 않는다. 그 명시적인 목적은 미국 여론, 정책 및 법률에 대한 외국의 영향력과 관련하여 투명성을 증진하는 것이다. 이를 위해 DOJ는 그러한 정보를 공개적으로 제공해야 한다. FARA는 주로 나치 선전에 대응하기 위해 1938년에 제정되었으며, 초기에는 파괴 활동에 대한 형사 기소에 중점을 두었다. 1966년 이후 집행은 주로 민사 처벌과 자발적인 준수로 전환되었다.
대부분의 존재 기간 동안 FARA는 상대적으로 모호했고 거의 호출되지 않았다. 2017년부터 이 법은 특히 트럼프 행정부와 관련된 관리들을 대상으로 훨씬 더 규칙적이고 강력하게 시행되었다. FARA가 세간의 이목을 끄는 후속 기소와 유죄 판결로 인해 개혁 요구를 포함하여 더 큰 대중적, 정치적, 법적 조사가 촉발되었다.
FARA는 법무부 국가안보부(NSD) 내 방첩수출통제과(CES)의 FARA 부서에 의해 관리 및 집행된다. 2016년 이후 등록이 30% 증가했다. 2022년 11월 현재 FARA 부대에 등록된 활성 외국 대리인은 500명이 넘는다.